# الفری وودارد

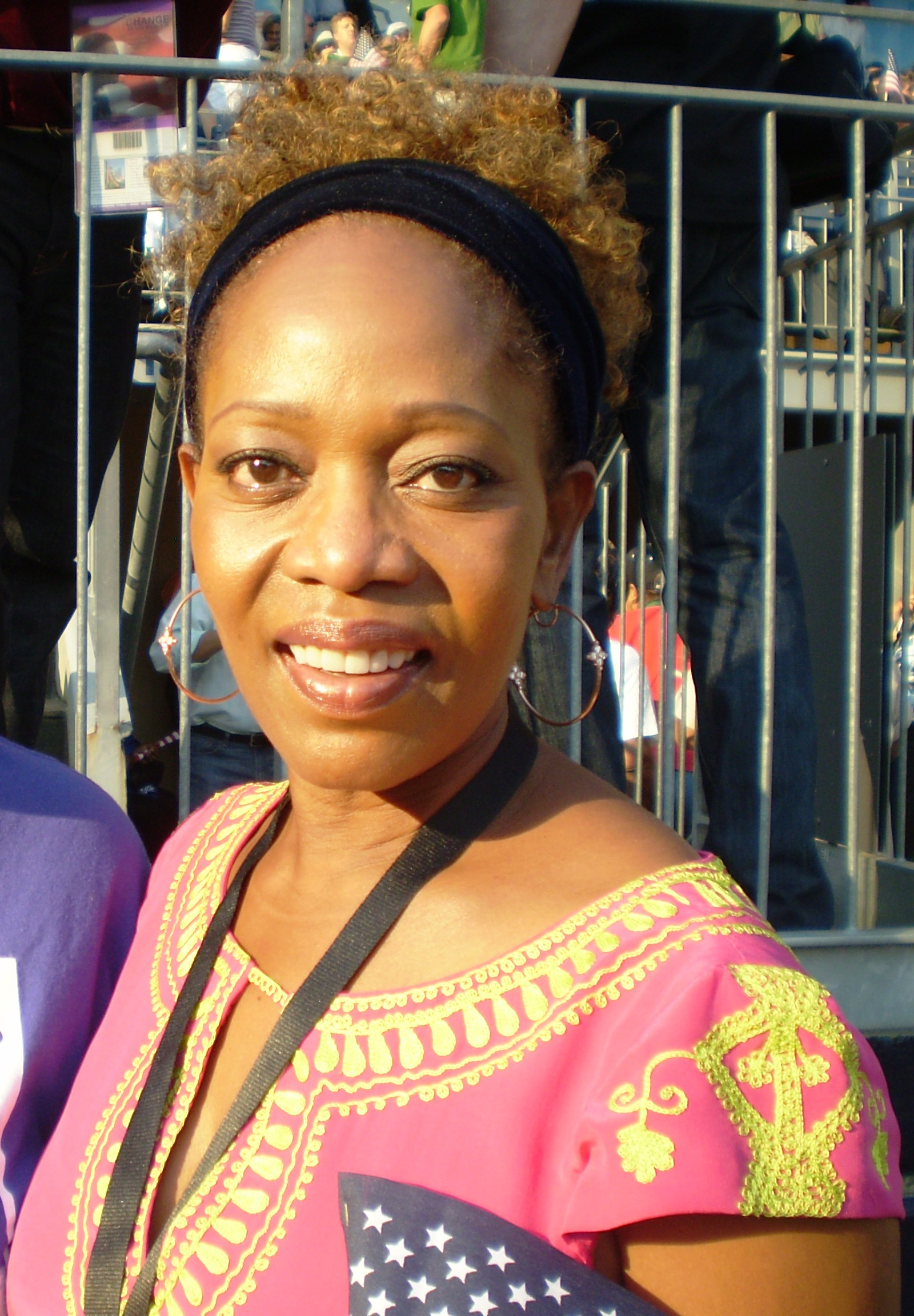

الفری وودارد (انگلیسی: Alfre Woodard؛ زادهٔ ۸ نوامبر ۱۹۵۲) هنرپیشه اهل ایالات متحده آمریکا است.
وی از سال ۱۹۷۸ میلادی تاکنون مشغول فعالیت بوده است.

## گزیده فیلمشناسی
از فیلم‌ها یا برنامه‌های تلویزیونی که وی در آن نقش داشته‌است می‌توان به آثار زیر اشاره کرد.
- سلامت (فیلم) (۱۹۸۰)
- کراس کریک (فیلم) (۱۹۸۳)
- مارجوری کینان راولینگز ()
- گرند کنیون (فیلم ۱۹۹۱) (۱۹۹۱)
- پشن فیش (۱۹۹۲)
- عشق گرانبها (فیلم ۱۹۹۲) (۱۹۹۳)
- قلب و ارواح ()
- بوفا! ()
- کروکلین (۱۹۹۴)
- چطور یک لحاف آمریکایی را می‌سازند (۱۹۹۵)
- پیشتازان فضا: اولین برخورد (۱۹۹۶)
- ترس کهن (فیلم) ()
- توستر کوچولوی شجاع برای نجات (۱۹۹۷)
- مامفورد (۱۹۹۹)
- ارواح گمشده (فیلم ۲۰۰۰) (۲۰۰۰)
- دایناسور (فیلم ۲۰۰۰) ()
- کی-پکس (فیلم) (۲۰۰۱)
- کارآگاه آوازخوان (فیلم) (۲۰۰۳)
- هسته (فیلم) ()
- رادیو (فیلم ۲۰۰۳) ()
- فراموش‌شده (فیلم ۲۰۰۴) (۲۰۰۴)
- سالن زیبایی (۲۰۰۵)
- یک چیز جدید (فیلم) (۲۰۰۶)
- رهبری را بر عهده بگیر ()
- ایوا دوورنی (۲۰۱۳)
- ۱۲ سال بردگی ()
- آنابل (فیلم ۲۰۱۴) (۲۰۱۴)
- می‌سی‌سی‌پی گریند (۲۰۱۵)
- کاپیتان آمریکا: جنگ داخلی (۲۰۱۶)
- رحم (فیلم ۲۰۱۹) (۲۰۱۹)
- شیرشاه (فیلم ۲۰۱۹) ()
- پدرانه (۲۰۲۱)
- مرد خاکستری (TBA)